# Pearl River (Mississippi)
Pearl River is een plaats (census-designated place) in de Amerikaanse staat Mississippi, en valt bestuurlijk gezien onder Neshoba County.

## Demografie
Bij de volkstelling in 2000 werd het aantal inwoners vastgesteld op 3156.

## Geografie
Volgens het United States Census Bureau beslaat de plaats een oppervlakte van
79,7 km², waarvan 79,6 km² land en 0,1 km² water. Pearl River ligt op ongeveer 160 m boven zeeniveau, aan de gelijknamige rivier Pearl River.

## Plaatsen in de nabije omgeving
De onderstaande figuur toont nabijgelegen plaatsen in een straal van 28 km rond Pearl River.